# Угерський Брод
Уге́рський Брод (чеськ. Uherský Brod) — місто у Моравії, Злінський край, Чехія. Назва перекладається як «угорський брід». Права міста з 1272, відоме з 1140 як Брод.
Після вигнання протестантів в часи Тридцятирічної війни практично знелюдніло.
До Голокосту більшість населення міста становили євреї.
Угерський Брод знаходиться на території Моравської Словаччини, в етнографічній області Долняцко.

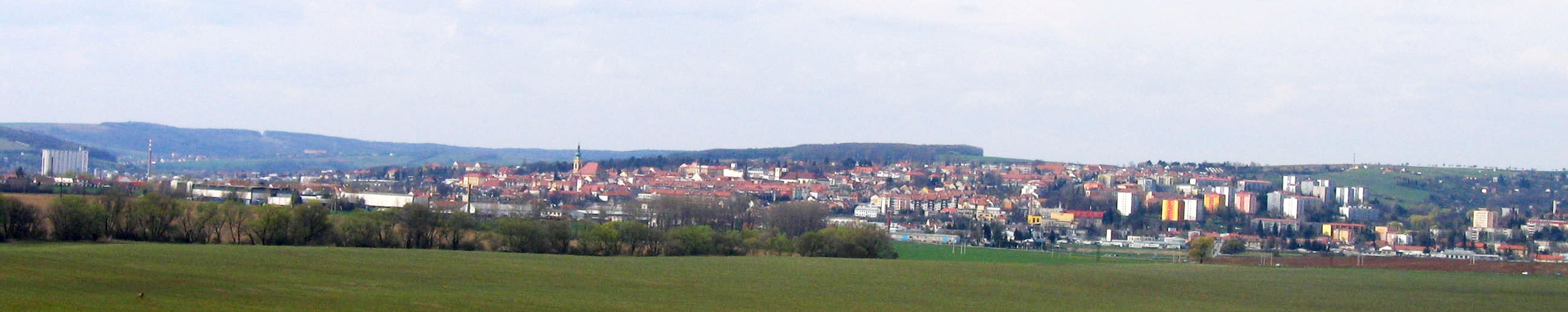
Панорамний вид міста

## Населення
За переписом 1930 року у 1099 дворах проживало 5 936 мешканців. Населення чехословацької національності було 5 445 жителів, німецької національності 42 особи. Тут було 4268 римо-католиків, 79 протестантів, 998 членів Чехословацької гуситської церкви та 493 євреї.
| Рік             | 1869  | 1880  | 1890  | 1900  | 1910  | 1921  | 1930  | 1950  | 1961   | 1970   | 1980   | 1991   | 2001   | 2011   |
| --------------- | ----- | ----- | ----- | ----- | ----- | ----- | ----- | ----- | ------ | ------ | ------ | ------ | ------ | ------ |
| Число мешканців | 5 855 | 6 492 | 6 935 | 7 399 | 8 014 | 8 384 | 8 821 | 9 856 | 12 565 | 14 406 | 17 459 | 17 721 | 17 592 | 16 758 |
| Число дворів    | 959   | 1055  | 1120  | 1221  | 1344  | 1452  | 1739  | 2076  | 2223   | 2334   | 2472   | 2744   | 2854   | 3017   |

Вікова структура населення муніципалітету Угерський Брод за 2011 рік
Родинний стан мешканців Угерського Броду, 2011 рік
Освіта мешканців Угерського Броду, 2011 рік